# Podstatná jména hromadná
Podstatná jména hromadná (kolektiva) jsou taková podstatná jména, která označují skupinu stejných věcí. Označují nějaký soubor, souhrn nebo celek jednotlivin stejného druhu. Patří do skupiny tzv. singulárií, tedy podstatných jmen, která tvoří množné číslo jen v omezené míře nebo ho netvoří vůbec.

## Čeština
Podle původu lze v češtině rozlišit kolektiva odvozená a neodvozená. Mezi časté koncovky odvozených kolektiv patří -í (listy – listí), -oví (keř – křoví), -stvo (loď – loďstvo) a -ctvo (pták – ptactvo).
Jiná kolektiva jsou vytvořena přímo: dobytek, hmyz, drůbež, hejno.
Množné číslo vytvářejí pouze omezeně, pokud jím chceme vyjádřit druhovou různorodost (bzučení podivných hmyzů) nebo kvantifikovat více jednotlivých celků (hejna husí, dvě znepřátelená vojska).
Zvláštní skupinu v rámci kolektiv tvoří názvy, jimiž se označují různé skupiny živočichů – smečka, hejno, stádo, tlupa. V češtině je takových slov relativně málo a nemají jasně vymezené funkce, takže se někdy zaměňují. Jiná je situace např. v angličtině, kde podobných jmen existuje několik desítek a obvykle jsou jasně vymezena pro určitou skupinu živočichů: pride of lions – ambush of tigers – clowder of cats (lví – tygří – kočičí smečka); murder of crows – unkindness of ravens – convocation of eagles (hejno vran – havranů – orlů). Má to údajně původ ve středověké lovecké tradici.